# Cesana Pariol
Cesana Pariol è stato un tracciato per bob, slittino e skeleton che si trova, in smantellamento, in località Pariol a Cesana Torinese, realizzata per i XX Giochi olimpici invernali disputati a Torino nel 2006.
Costruita nel 2005 è costata 110 milioni di euro, la pista rimase in funzione solo 6 anni, ospitando una ventina di eventi tra le Olimpiadi invernali del 2006, la Coppa del Mondo di bob 2009 e i Campionati mondiali di slittino 2011.
Il 30 aprile 2025, dopo vane proposte di riapertura, è stato annunciato il definitivo smantellamento con avvio lavori nell'estate 2026.

## Storia

### Costruzione
Il primo progetto per la pista olimpica di bob fu pensato a Beaulard, ma il terreno individuato risultò franoso. Venne dunque riprogettata una pista di 1398 m a Jouvenceaux (frazione di Sauze d'Oulx), ma vi furono problemi quando si constatò nel febbraio 2002 l'eccessiva presenza di amianto nelle rocce. Seppure vi fosse l'alternativa di utilizzare la vicina pista francese di La Plagne (realizzata per le olimpiadi di Albertville 1992), il ministro degli Esteri Franco Frattini e il sottosegretario Mario Pescante imposero di costruire la pista olimpica in Italia, scegliendo alla fine la località di Sansicario a Cesana Torinese.

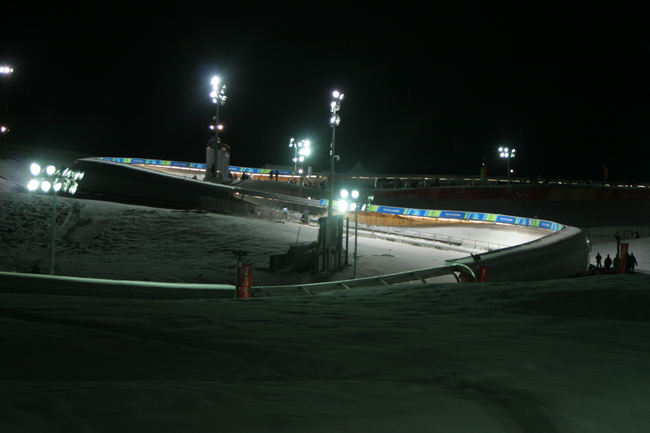
La pista di Pariol in notturna

Durante la costruzione della pista, venne rinvenuto un piccolo sito archeologico con rovine romane, che rallentò il cantiere vicino all'attuale curva 11, facendo temere di non completare i lavori in tempo per l'omologazione. La pista fu poi completata alla fine del 2004.

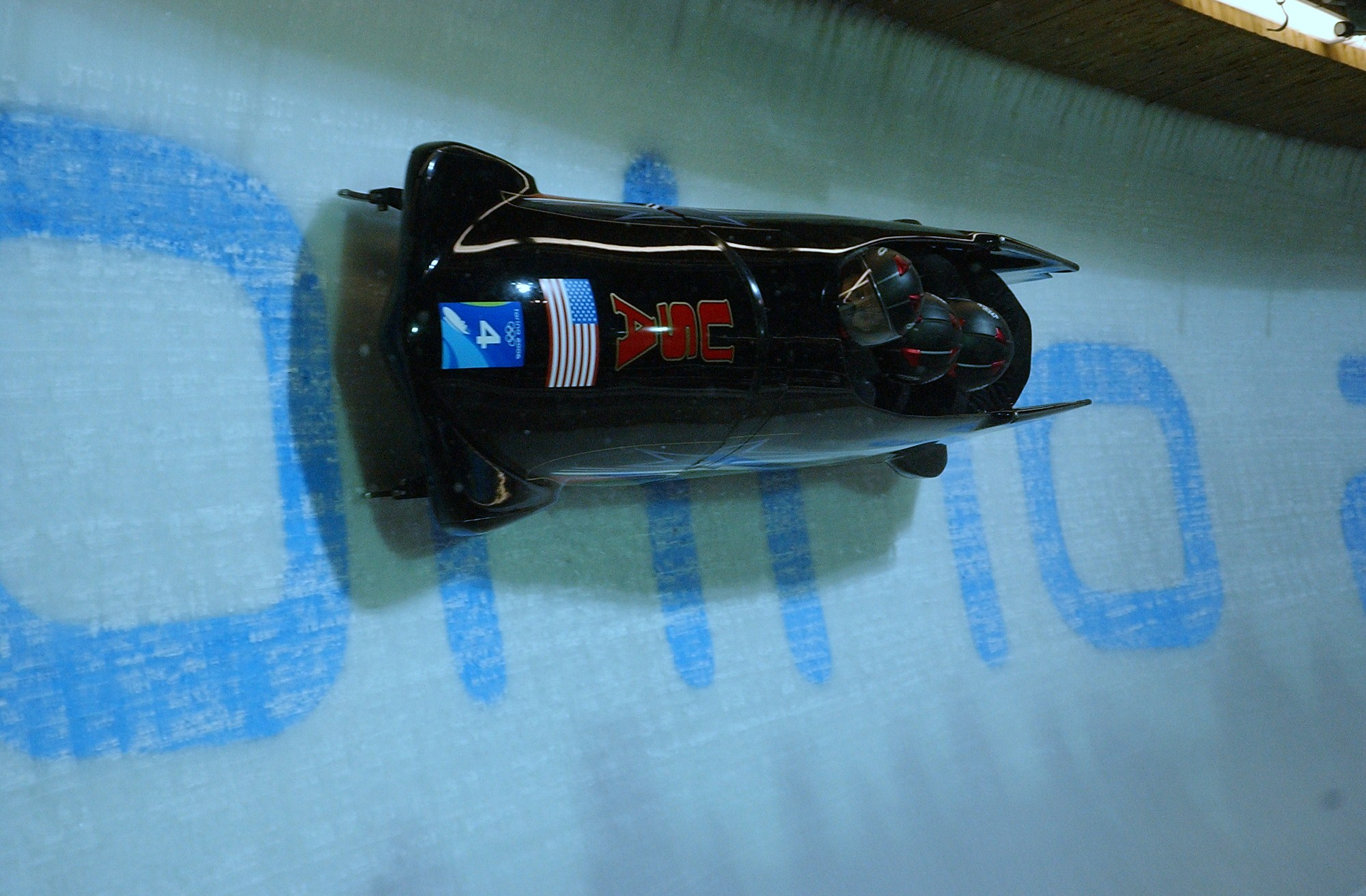
La squadra USA in azione a Torino 2006

Nel gennaio 2005, la FIBT e la FIL organizzarono gli eventi di omologazione sulla pista: la FIBT non ebbe problemi durante le gare del 21-23 gennaio 2005, mentre la settimana seguente la FIL registrò diversi incidenti gravi, tra cui quelli dell'austriaco futura medaglia d'oro olimpica Wolfgang Linger (caviglia e polpaccio rotti), del brasiliano Renato Mizoguchi (coma farmacologico) e della statunitense Anne Abernathy delle Isole Vergini (clavicola rotta). Durante l'estate del 2005, il TOROC (l'organizzatore dei Giochi del 2006), il presidente della FIBT Robert H. Storey (Canada) e il presidente della FIL Josef Fendt (Germania) discussero della ristrutturazione della pista per motivi di sicurezza, trovando l'accordo di modificare le curve 16, 17 e 18. Completate le modifiche alla fine del 2005, in tempo per l'omologazione, i test effettuati dall'italiano Armin Zöggeler a fine ottobre 2005 hanno portato all'omologazione della pista il 31 ottobre 2005, dopo l'approvazione dell'ex allenatore della nazionale tedesca Josef Lenz e del presidente della commissione piste della FIL Klaus Bonsack.

### Le Olimpiadi del 2006

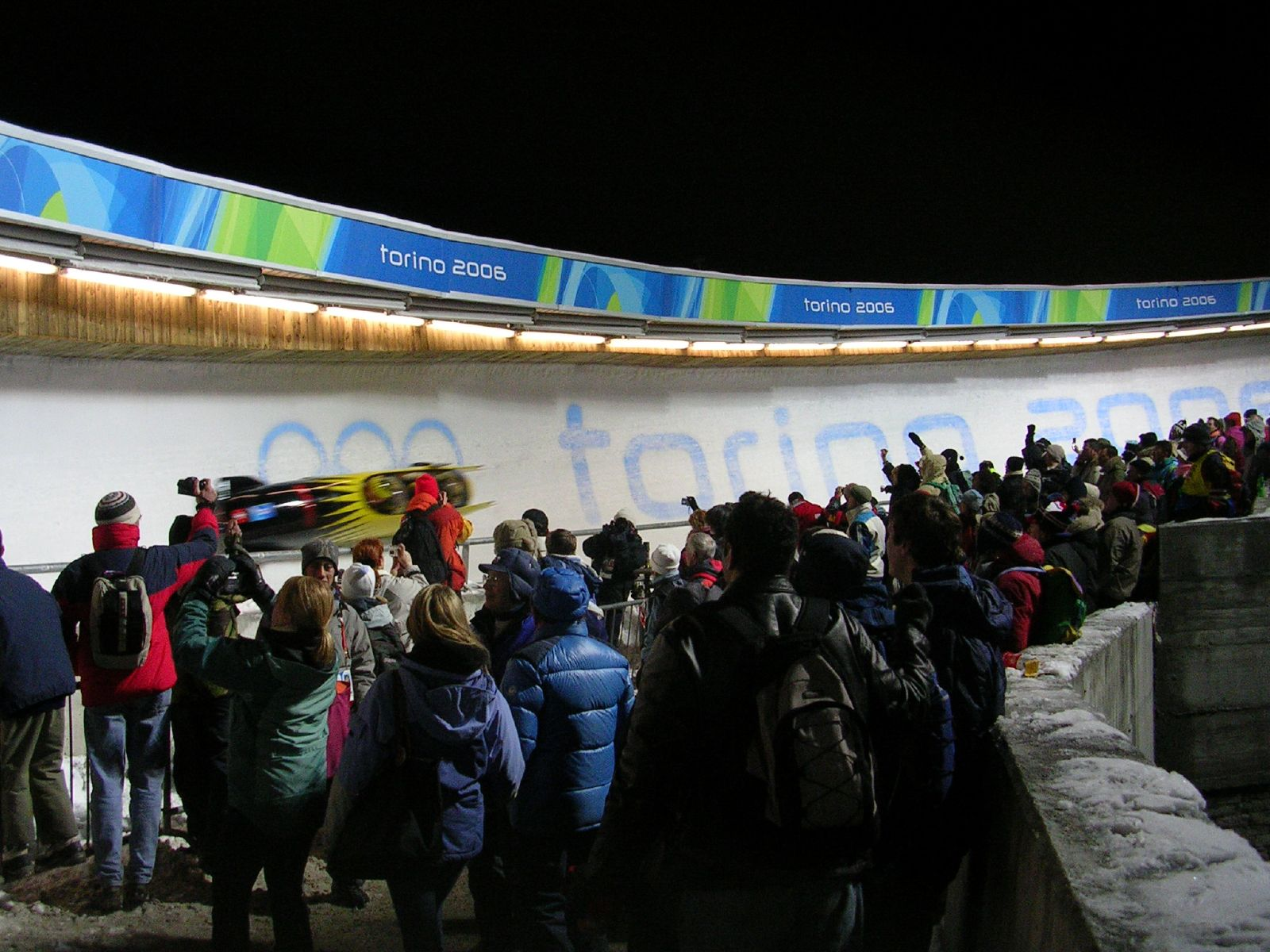
Il bob a quattro della Germania nella finale di Torino 2006

Le gare olimpiche di bob videro il trionfo della Germania che conquistò tutti e tre gli ori, nel bob a due maschile e femminile e nel bob a quattro maschile.
Le gare di skeleton furono dominate dagli atleti canadesi (3 medaglie) e svizzeri (2 medaglie).
Nelle gare di slittino, davanti ad un pubblico di oltre 5.000 spettatori, l'italiano Armin Zöggeler vinse la medaglia d'oro, confermando il successo di Salt Lake City 2002. Oltre l'oro olimpico, Zöggeler vinse tutte le 13 gare di slittino disputate sulla pista di Cesana (Olimpiadi 2006, Mondiale 2011, Europeo 2008, Coppa del Mondo 2005, 2006, 2009 e 2010 e sei Campionati italiani consecutivi dal 2005 al 2010).

### Chiusura
Nell'ottobre 2009, alcuni problemi imprevisti con la refrigerazione anticipata della pista costrinsero alcune squadre a rivolgersi al Bob- und Schlittenverband für Deutschland in Germania: a partire dal 16 ottobre, le squadre di Italia e Giappone si sono allenate sulla pista di Winterberg, mentre la squadra dell'Austria si è allenata sulla pista di Königssee.
Nel novembre 2011 viene annunciata la chiusura dell'impianto a causa degli alti costi di gestione (circa 1,3 milioni di euro) unitamente al pericolo dovuto alle 50 tonnellate di ammoniaca conservate (in merito si è espressa anche la procura di Torino) e necessarie per la creazione e il mantenimento dello strato di ghiaccio. Il programma satirico Striscia la notizia, nella puntata del 13 dicembre 2011, denuncia il grave stato di abbandono della pista olimpica di Cesana Pariol e del sito di biathlon di Cesana Sansicario. Il sindaco di Cesana Torinese aspettava l'approvazione di una legge in parlamento per lo sblocco dei fondi - poi varata nel 2012 - per permettere la riapertura degli impianti olimpici e utilizzarli principalmente come centri di allenamento per le varie rappresentative nazionali. Dopo le pressioni della FIBT e della FIL all'inizio del 2012, la pista fu programmata per funzionare nel 2012-2013, ma rimase chiusa di nuovo. Nell'ottobre 2012 sono cominciate le operazioni di svuotamento delle cisterne contenenti l'ammoniaca, quasi 50 tonnellate, utili a refrigerare l'impianto, segnale forte del futuro che attenderà la pista, ovvero la probabile e definitiva chiusura.
Nel novembre 2024, il ministro dello Sport Andrea Abodi, intervistato su Rai Radio 1, annuncia il definitivo smantellamento della pista.

### Proposte di riapertura
Durante le Olimpiadi invernali di Soči 2014 il presidente del CONI, Giovanni Malagò, espresse l'intenzione di garantire nuovi investimenti per mantenere aperta la pista, tuttavia il consiglio comunale di Cesana Torinese preferì destinare le risorse economiche all'ampliamento dell'offerta sciistica.
Nel 2016 l'azienda francese Club Med propose di acquistare l'area, smantellare la pista e costruire un resort turistico da mille posti letto. Nel giugno 2016 fu riattivato il pistino di spinta al coperto, in cui è possibile realizzare lo strato di ghiaccio in 24 ore.
In vista della selezione della città organizzatrice dei XXV Giochi olimpici invernali si pensò di riutilizzare la pista: il 19 luglio 2018 il consiglio comunale di Torino approvò la candidatura della città per i giochi olimpici invernali del 2026, ma successivamente, in polemica col CONI che aveva deliberato di candidare tre città in contemporanea (Torino-Milano-Cortina), fu ritirata la candidatura torinese, alla quale sarebbero state assegnate solo 3 discipline (sci alpino, hockey maschile e pattinaggio di velocità) su 17, venendo preferita Cortina per le gare di bob. Nel gennaio 2019 la Camera di commercio di Torino ripropose di ripristinare la pista di Cesana con una spesa di circa 10 milioni di euro, ma nel giugno 2019 il CIO assegnò poi la manifestazione a Milano e Cortina d'Ampezzo.
Quando nell'ottobre del 2023 fu annunciata che la pista olimpica Eugenio Monti di Cortina non sarebbe stata ricostruita a causa dei costi troppo elevati (120 milioni di euro) e che le gare olimpiche si sarebbero potute svolgere all'estero, venne presentato il progetto del Politecnico di Torino per il ripristino della pista di Cesana, con un costo stimato in circa 35 milioni di euro. Nonostante l'esternazione contraria del CIO, il quale ha sottolineato che non si dovrebbe costruire alcuna sede permanente senza un piano di gestione futura fattibile, mentre la pista di Cesana fu dismessa dopo appena sei anni, il recupero della pista di Cesana per i Giochi invernali del 2026 è un'ipotesi ancora in campo, complice la volontà del Governo italiano di non spostare le gare olimpiche all'estero.
Alla fine si è optato comunque per la pista Eugenio Monti di Cortina, con una spesa di 118424000 €, dando così il definitivo colpo di grazia alla pista di Cesana.

### Smantellamento
Il 30 aprile 2025 viene annunciato lo smantellamento della pista di Cesana e la riqualificazione del trampolino di Pragelato. L'inizio dei lavori è previsto per l'estate 2026.

## Statistiche

Tracciato della pista

### Caratteristiche fisiche
La pista, composta complessivamente da 19 curve, ha una lunghezza di 1.411 m per gli uomini e 1.233 m per le donne. Si estende su un dislivello di 144 m con partenza a 1683 m e arrivo a 1.569 m.
| Sport                                   | Lunghezza | Numero di curve | Quota partenza | Quota arrivo | Dislivello | Pendenza media |
| --------------------------------------- | --------- | --------------- | -------------- | ------------ | ---------- | -------------- |
| Bob, skeleton e slittino singolo uomini | 1411 m    | 19              | 1683 m         | 1569 m       | 114 m      | 8,08 %         |
| Slittino singolo donne e doppio         | 1233 m    | 17              |                | 1569 m       |            |                |

### Curve
| Numero   | Nome             | Motivo |
| -------- | ---------------- | --- |
| 1        | Champlas         | da Champlas Sèguin, frazione del comune di Cesana Torinese vicina alla pista.                                                                               |
| 2        | Gancio           | dalla forma della curva. |
| 4 e 5    | Gemelli          | |
| 6, 7 e 8 | Toro             | dalla forma toroidale della sezione delle curve. L'insieme delle stesse rappresenta una curva Omega.                                                        |
| 9        | Cesana           | da Cesana Torinese, comune che ospita la pista. |
| 10       | Nino Bibbia      | da Nino Bibbia, ex skeletonista medaglia d'oro ai Giochi olimpici invernali di Sankt Moritz 1948 ed ex bobbista.                                            |
| 11       | Museo            | a causa di una scoperta archeologica fatta durante la costruzione della pista.                                                                              |
| 12 e 13  | Chicane          | curve che formano una Chicane. |
| 14       | Chaberton        | dal Monte Chaberton, cui si affaccia la curva. |
| 15       | Lavatrice        | dalla forma della sezione della curva, che ricorda una lavatrice.                                                                                           |
| 16       | Compressione     | dalla particolare forza di compressione cui è sottoposto l'atleta durante la percorrenza della curva.                                                       |
| 17       | Paul Hildgartner | Inizialmente Senza Nome, fu poi intitolata a Paul Hildgartner, slittinista italiano due volte campione olimpico, cinque volte mondiale e sei volte europeo. |
| 18       | Pariol           | dal nome del villaggio in cui è situato il tracciato. |
| 19       | Eugenio Monti    | intitolata alla memoria di Eugenio Monti, indimenticato bobbista sei volte medaglia ai Giochi olimpici e dieci volte campione mondiale.                     |

### Record[26][27]
| Sport e disciplina        | Record    | Detentori                                                                    | Data             | Tempo        |
| ------------------------- | --------- | ---------------------------------------------------------------------------- | ---------------- | ------------ |
| Slittino - singolo uomini | Partenza  | David Möller Germania                                                        | 29 gennaio 2010  | 2.457 s      |
| Slittino - singolo uomini | Tracciato | Al'bert Demčenko Russia                                                      | 15 febbraio 2006 | 51.396 s     |
| Slittino - singolo donne  | Partenza  | Silke Kraushaar-Pielach Germania                                             | 14 febbraio 2006 | 4.320 s      |
| Slittino - singolo donne  | Tracciato | Natalie Geisenberger Germania                                                | 31 gennaio 2010  | 46.817 s     |
| Slittino - doppio uomini  | Partenza  | Tobias Wendl e Tobias Arlt Germania                                          | 29 gennaio 2010  | 4.258 s      |
| Slittino - doppio uomini  | Tracciato | Christian Oberstolz e Patrick Gruber Italia                                  | 30 gennaio 2010  | 46.293 s     |
| Slittino - gara a squadre | Tracciato | Lettonia Maija Tīruma, Mārtiņš Rubenis, Andris Šics e Juris Šics             | 13 gennaio 2008  | 2:40.293 min |
| Bob a due uomini          | Partenza  | Beat Hefti e Thomas Lamparter Svizzera                                       | 5 dicembre 2009  | 4.72 s       |
| Bob a due uomini          | Tracciato | André Lange e Kevin Kuske Germania                                           | 18 febbraio 2006 | 55.28 s      |
| Bob a quattro uomini      | Partenza  | Martin Annen, Andi Gees, Beat Hefti e Cédric Grand Svizzera                  | 23 gennaio 2005  | 4.68 s       |
| Bob a quattro uomini      | Tracciato | Aleksandr Zubkov, Filipp Egorov, Dmitrij Trunenkov e Nikolaj Chrenkov Russia | 6 febbraio 2011  | 54.42 s      |
| Bob a quattro uomini      | Tracciato | Edgars Maskalāns, Daumants Dreiškens, Uģis Žaļims e Intars Dambis Lettonia   | 6 febbraio 2011  | 54.42 s      |
| Bob a due donne           | Partenza  | Helen Upperton e Heather Moyse Canada                                        | 20 febbraio 2006 | 5.16 s       |
| Bob a due donne           | Partenza  | Kaillie Humphries e Shelley-Ann Brown Canada                                 | 5 dicembre 2009  | 5.16 s       |
| Bob a due donne           | Tracciato | Helen Upperton e Shelley-Ann Brown Canada                                    | 5 febbraio 2011  | 56.99 s      |
| Skeleton uomini           | Partenza  | Aleksandr Tret'jakov Russia                                                  | 4 febbraio 2011  | 4.49 s       |
| Skeleton uomini           | Tracciato | Martins Dukurs Lettonia                                                      | 4 febbraio 2011  | 56.39 s      |
| Skeleton donne            | Partenza  | Jessica Kilian Svizzera                                                      | 18 gennaio 2008  | 4.91 s       |
| Skeleton donne            | Tracciato | Marion Thees Germania                                                        | 4 febbraio 2011  | 58.31 s      |

### Eventi ospitati

#### Bob
- Giochi olimpici invernali: 2006
- Campionati europei di bob: 2008
- Campionati italiani di bob: 2006, 2007, 2011
- Coppa del mondo di bob: 2005, 2007, 2008, 2009, 2011
- Coppa Europa di bob: n.d.

#### Slittino
- Giochi olimpici invernali: 2006
- Campionati mondiali di slittino: 2011
- Campionati mondiali under 23 di slittino: 2011
- Campionati europei di slittino: 2008
- Campionati italiani di slittino: 2005, 2006, 2007, 2008, 2009, 2010
- Coppa del mondo di slittino: 2005, 2006, 2009, 2010
- Coppa del Mondo juniores di slittino: 2008

#### Skeleton
- Giochi olimpici invernali: 2006
- Campionati europei di skeleton: 2008
- Campionati italiani di skeleton: 2005, 2006, 2007, 2008, 2009, 2010
- Coppa del mondo di skeleton: 2007, 2008, 2009, 2011
- Coppa Intercontinentale di skeleton: 2007, gen 2009, dic 2009
- Coppa Europa di skeleton: 2006, 2007, 2009, gen 2010, nov 2010